# Le Bout du monde (album)
Pour les articles homonymes, voir Le Bout du monde.
Albums de Expression Direkt
Wesh on écoute ou quoi?
(2000)
Le Bout du monde est le premier album du groupe de rap mantais Expression Direkt. L'album est entièrement produit par Rudlion. 

## Liste des titres
1. Intro - 3:44
2. C'est du rekdi - 3:59
3. 78 avec Big Red - 3:42
4. Bénie soit ma millefa - 5:16
5. Mahalia avec Sweetness - 4:50
6. Qui veut la tête - 4:43
7. À tous mes frères avec Marylou - 4:39
8. Interlude - 2:20
9. Comme Oswald avec Karl - 4:09
10. S'l'heure avec John Deïdo - 4:21
11. C'est la vie avec Karl - 4:26
12. Shouf - 4:28
13. Tout le monde le savait - 4:31
14. Old Timer avec la Mafia K'1 Fry - 5:44
15. Les anciens avec Marylou - 3:39
16. Interlude - 1:52
17. Rien ne baigne - 6:14